# Victor Wembanyama
Victor 'Wemby' Wembanyama (Le Chesnay, 4 januari 2004) is een Franse professionele basketbalspeler die sinds 2023 speelt voor San Antonio Spurs in de NBA. Hij wordt gezien als een van de grootste talenten van zijn generatie en werd door de San Antonio Spurs gekozen als first overall pick in de NBA-draft van 2023.
Wembanyama begon zijn professionele carrière bij Nanterre 92 in de LNB Pro A in 2019. Twee jaar later maakte hij de overstap naar ASVEL, waar hij de Pro A-titel won in zijn enige seizoen bij de club. In 2022 tekende Wembanyama bij Metropolitans 92 waar hij twee keer werd uitgeroepen tot LNB All-Star, twee keer tot LNB Pro A Best Young Player en één keer de All-Star Game MVP won.
Wembanyama speelt voor het Franse nationale basketbalteam. Op jeugdniveau won hij 2 zilveren medailles, op het FIBA U16 European Championship 2019 verloor Frankrijk de finale tegen Italië, en op de FIBA Under-19 World Cup 2021, waar hij wel het record vestigde voor blocks per wedstrijd in één toernooi, verloor Frankrijk van Letland.

## Erelijst
- NBA Rookie of the Year: 2024
- NBA All-Rookie First Team: 2024